# Batwoman (televíziós sorozat)
A Batwoman Greg Berlanti és Caroline Dries által készített amerikai akció-kaland televíziós sorozat. A történet egy kitalált szuperhősről, Kate Kaneről / Batwomanről szól, a DC Comics azonos nevű képregénykaraktere alapján. Az Egyesült Államokban a The CW sugározza 2019. október 6-tól.
2018 májusban jelentette be a CW csatorna, hogy Batwoman is szerepelni fog az Arrowverseben, a három DC-s sorozat crossoverében. Két hónappal később bejelentették, hogy a CW berendelte az önálló Batwoman sorozat pilotját. A projekt vezető producere és írója Caroline Dries lesz, szintén producerként fog dolgozni Greg Berlanti és Sarah Schechter is a Berlanti Procutions produkciós cégen keresztül, valamint Geoff Johns is. Augusztus elején bejelentették, hogy Ruby Rose lett az aki megformálja Batwoman. 2019 januárjában hivatalosan is berendelték a Batwoman pilot epizódját.

## Batwoman
Batwoman, születési nevén Kate Kane egyike Gotham álarcos igazságosztóinak. A karaktert először 1956-ban mutatták be a Detective Comics hasábjain, majd a New 52 képregények átformálták, így manapság egy zsidó származású leszbikus nőként ábrázolják őt. Kane Bruce Waynehez hasonlóan maga is gazdag származású és magasan képzett, ami lehetővé tette számára, hogy beszálljon a gothami bűnüldözésbe.

## Történet
Az Arrowverse-ben játszódó sorozat helyszíne Gotham, 3 évvel Batman eltűnése után, amikor a várost a totális kétségbeesés fenyegeti. A rendőrség nem bír a bűnözőkkel, mindössze egy privát milícia tartja fenn a rendet. A szervezet fejének szabadszájú és társadalmi igazságosságra törekvő lánya épp ekkor tér vissza katonai iskolából való kirúgását és több éves kiképzést követően, és megvalósítja azt, amitől apja rettegett, önjelölt álarcos bosszúálló lesz belőle, hogy így vigye tovább eltűnt unokatestvére, Bruce Wayne örökségét. Persze a segítőivel dolgozó Kate Kane-nek még saját démonjait is le kell gyűrnie ahhoz, hogy a remény szimbólumává válhasson.

## Szereplők

### Főszereplők
| Színész                     | Szerep                  | Magyar hang       |
| --------------------------- | ----------------------- | ----------------- |
| Ruby Rose (1. évad)         | Kate Kane / Batwoman    | Pálmai Anna       |
| Wallis Day (2. évad)        | Kate Kane / Batwoman    | Pálmai Anna       |
| Javicia Leslie (2. évadtól) | Ryan Wilder / Batwoman  | Szilágyi Csenge   |
| Meagan Tandy                | Sophie Moore            | Nemes Takách Kata |
| Camrus Johnson              | Luke Fox / Batwing      | Baráth István     |
| Nicole Kang                 | Mary Hamilton           | Tamási Nikolett   |
| Rachel Skarsten             | Beth Kane / Alice       | Németh Borbála    |
| Dougray Scott               | Jacob Kane              | Kőszegi Ákos      |
| Elizabeth Anweis            | Catherine Hamilton-Kane | Németh Kriszta    |
| Gracyn Shinyei              | Fiatal Kate Kane        | Gyarmati Laura    |
| Ava Sleeth                  | Fiatal Kate Kane        | ?                 |

### Mellékszereplők
| Színész           | Szerep                            | Magyar hang            |
| ----------------- | --------------------------------- | ---------------------- |
| Greyston Holt     | Tyler                             | Fehér Tibor            |
| Brendon Zub       | Chuck Dodgson                     | Makranczi Zalán        |
| Gray Horse Rider  | Kate Kane trénere                 | Dézsy Szabó Gábor      |
| Chris Shields     | Michael Akins polgármester        | Bognár Tamás           |
| Giles Panton      | Shane McKillen                    | Varga Gábor            |
| Gabriel Mann      | Tommy Elliot / Hush               | Seder Gábor            |
| Warren Christie   | Tommy Elliot / Bruce Wayne (arca) | Lux Ádám               |
| Warren Christie   | Bruce Wayne / Batman              | Lux Ádám               |
| Brianne Howey     | Reagan                            | ?                      |
| Rachel Maddow     | Vesper Fairchild                  | Sági Tímea             |
| Rachel Matthews   | Margot / Szarka                   | ?                      |
| Sam Littlefield   | Jonathan Cartwright / Egér        | Szabó Máté             |
| Nicholas Holmes   | Fiatal Jonathan Cartwright        | ?                      |
| John Emmet Tracy  | August Cartwright                 | Rosta Sándor           |
| Jim Pirri         | Bertrand Eldon / Hóhér            | ?                      |
| Matthew Graham    | Dean Deveraux                     | Juhász Zoltán          |
| Kheon Clarke      | Chris ’Az Ököl’ Medlock           | Varga Rókus            |
| Phillip Mitchell  | Stu Donnelly                      | Megyeri János          |
| Brent Fidler      | Raymond Calverick bíró            | Tarján Péter           |
| Christina Wolfe   | Julia Pennyworth                  | Csuha Bori             |
| Guido Furlani     | Alessandro                        | Holl Nándor            |
| Rebecca Davis     | Susan Stephens                    | ?                      |
| Leah Gibson       | Tatiana                           | ?                      |
| Shivani Ghai      | Safiyah Sohail                    | ?                      |
| Bevin Bru         | Angelique Martin                  | ?                      |
| Nathan Owens      | Ocean                             | Horváth-Töreki Gergely |
| Peter Outerbridge | Roman Sionis / Fekete Maszk       | Csankó Zoltán          |
| Laura Mennell     | Evelyn Rhyme / Enigma             | ?                      |
| Jessie Hutch      | Russell Tavaroff                  | ?                      |
| Kurt Szarka       | Slam Bradley                      | Moser Károly           |
| Bridget Regan     | Dr. Pamela Isley / Méregcsók      |                        |

### Vendégszereplők a többi sorozatból
| Színész               | Szerep                             | Magyar hang      | Sorozat           |
| --------------------- | ---------------------------------- | ---------------- | ----------------- |
| Grant Gustin          | Barry Allen / Flash                | Jéger Zsombor    | Flash – A Villám  |
| Candice Patton        | Iris West-Allen                    | Szilágyi Csenge  | Flash – A Villám  |
| Tom Cavanagh          | Harrison Nash Wells / Pariah       | Debreczeny Csaba | Flash – A Villám  |
| Melissa Benoist       | Kara Danvers / Supergirl (Föld 38) | Gáspár Kata      | Supergirl         |
| Jon Cryer             | Lex Luthor (Föld 38)               | Fekete Zoltán    | Supergirl         |
| Tyler Hoechlin        | Clark Kent / Superman (Föld 38)    | Szatory Dávid    | Superman és Lois  |
| Elizabeth Tulloch     | Lois Lane (Föld 38)                | Haffner Anikó    | Superman és Lois  |
| Caity Lotz            | Sara Lance / Fehér Kanári          | Földes Eszter    | A holnap legendái |
| Brandon Routh         | Ray Palmer / Az Atom               | Pál Tamás        | A holnap legendái |
| Brandon Routh         | Clark Kent / Superman (Föld 96)    | Pál Tamás        |                   |
| Stephen Amell         | Oliver Queen / Zöld Íjász          | Bozsó Péter      | A zöld íjász      |
| David Ramsey          | John Diggle / Spártai              |                  | A zöld íjász      |
| Audrey Marie Anderson | Lyla Michaels / Hírvivő            | Román Judit      | A zöld íjász      |
| Katherine McNamara    | Mia Smoak                          | ?                | A zöld íjász      |
| Matt Ryan             | John Constantine                   | Pál András       | Constantine       |
| Tom Welling           | Clark Kent (Föld 167)              | Markovics Tamás  | Smallville        |
| Erica Durance         | Lois Lane (Föld 167)               | Sánta Annamária  | Smallville        |
| LaMonica Garrett      | Mar Novu / Monitor                 | Janicsek Péter   |                   |
| LaMonica Garrett      | Mobius / Anti-Monitor              | Janicsek Péter   |                   |

### Vendégszereplők
| Színész           | Szerep                                             | Magyar hang    |
| ----------------- | -------------------------------------------------- | -------------- |
| Kevin Conroy      | Bruce Wayne (Föld 99)                              | Epres Attila   |
| Camrus Johnson    | Luke Fox (Föld 99)                                 | Baráth István  |
| Wentworth Miller  | Leonard Mesterséges Intelligencia (Föld 74) (hang) | Zámbori Soma   |
| Dominic Purcell   | Mick Rory / Hőhullám (Föld 74)                     | Galambos Péter |
| Johnathon Schaech | Jonah Hex (Föld 18)                                | Sarádi Zsolt   |

## Évados áttekintés
| Évad | Évad | Részek száma | Részek száma | Eredeti sugárzás  | Eredeti sugárzás | Eredeti adó | Magyar sugárzás    | Magyar sugárzás     | Magyar adó    |
| Évad | Évad | Részek száma | Részek száma | Évadbemutató      | Évadzáró         | Eredeti adó | Évadbemutató       | Évadzáró            | Magyar adó    |
| ---- | ---- | ------------ | ------------ | ----------------- | ---------------- | ----------- | ------------------ | ------------------- | ------------- |
|      | 1.   | 20           | 20           | 2019. október 6.  | 2020. május 17.  | The CW      | 2019. december 22. | 2020. augusztus 10. | HBO 3, HBO Go |
|      | 2.   | 18           | 18           | 2021. január 17.  | 2021. június 27. | The CW      | 2021. április 7.   | 2021. augusztus 18. | HBO 3         |
|      | 3.   | 13           | 13           | 2021. október 13. | 2022. március 2. | The CW      | 2022. március 19.  | 2022. június 11.    | HBO 3         |

## Gyártás

### Koncepció és kidolgozás
2018 májusában a Zöld Íjászt alakító Stephen Amell jelentette be, hogy az Arrowverse őszi crossoverében Gotham városa is bemutatkozik. Mark Pedowitz, a The CW elnöke megerősítette Amell bejelentését. A következő hónapban arról számoltak be, hogy a CW berendelte az önálló Batwoman sorozat pilotját és ha elégedettek lesznek a látottakkal, akkor megvalósulhat a teljes első évad is. A projekt vezető producere és írója Caroline Dries lesz, aki korábban a Vámpírnaplókon, a Smallville sorozaton és a Melrose Place új feldolgozásán is dolgozott, valamint szintén producerként érdekelt a szériát az Arrowverse címei fölött felügyelő Greg Berlanti. Augusztusban Pedowitz megjegyezte, hogy a pilot a szezon közepére készülhet el.
Nellie Andreeva szerint Caroline Dries bíztató forgatókönyvet nyújtott be egy megfelelő teszt epizódhoz. Ennek eredményeképpen CW bejelentette, hogy berendelt egy pilot-részt a sorozatból David Nutter rendezésében. 2019. áprilisától kezdve a sorozatot pilotját lezártnak tekintette a CW, és állítólag folytatják a forgatókönyv írását. Május 7-én érkezett az első előzetes. Október 25-én jelentették be, hogy az eredetileg tizenhárom részesre tervezett első évad huszonkét epizódra bővül.

### Szereplőválogatás
A 2018 májusi bejelentést követően Kate Kane szerepére kezdtek el színésznőt keresni. Augusztusban bejelentették, hogy Ruby Rose lesz a Batwoman sorozat főszereplője. 2019 január végén Meagan Tandy, Camrus Johnson és Nicole Kang is csatlakozott a produkcióhoz, mint Sophie Moore, Luke Fox és Mary Hamilton szerepében. Nem sokkal később Rachel Skarsten főszereplő gonoszként csatlakozott Alice szerepében. Dougray Scott, mint Jacob Kane és Elizabeth Anweis Catherine Hamilton-Kane-ként csatlakozott. Sam Littlefield visszatérő szereplőként kapcsolódik be a szériába. Végtelen Világok Krízise crossoverben ismét benne lesz Batwoman. Sebastian Roché és Rachel Maddow visszatérő szereplők lettek.
2020 májusában Rose bejelentette, hogy kiszáll a sorozatból egy évad után. A Berlanti Productions és a WBTV egy közös nyilatkozatban megerősítették, hogy továbbra is elkötelezettek a sorozat iránt, és keresnek egy újabb színésznőt az LMBTQ közösségből erre a szerepre.

### Forgatás
A sorozat a Batwoman: Elegy című képregényből adaptálta Kate Kane eredettörténetét. Az események a Másvilágok eseményei előtt játszódnak.
2019. március 4-én kezdődtek az előkészületi forgatások Vancouver városában és március 25-én ért végett. A forgatás további részét Chicago városában folytatták.